# Herma Bauma
Hermine Leopoldine „Herma“ Bauma (* 23. Jänner 1915 in Wien; † 9. Februar 2003 ebenda) war eine österreichische Leichtathletin und Handballspielerin. Bei einer Körpergröße von 1,61 m betrug ihr Wettkampfgewicht 68 kg.

## Leben
Herma Bauma holte die bisher einzige Goldmedaille für Österreich in einem Leichtathletikbewerb bei Olympischen Spielen.
Bauma kam durch Zufall zum Speerwurf und wurde 1931 bereits mit 16 Jahren nach nur einem Monat Training erstmals Österreichische Meisterin. Am 1. August 1934 wurde Herma Bauma bei den Frauen-Weltspielen, die damals als Weltmeisterschaften galten, Zweite mit 40,30 m. 1936 qualifizierte sie sich mit neuem Europarekord von 45,71 m für die Olympischen Spiele in Berlin, wo sie durch eine Ellbogenverletzung beeinträchtigt mit 41,66 m die Bronzemedaille um zehn Zentimeter verfehlte und den vierten Platz belegte.
Am 18. Oktober 1943 beantragte sie die Aufnahme in die NSDAP und wurde zum 1. November desselben Jahres aufgenommen (Mitgliedsnummer 9.640.467).
Bei den Olympischen Spielen in London wurde sie am 31. Juli 1948 mit 45,57 m Olympiasiegerin (diese Weite bedeutete damals olympischen Rekord). Dabei waren ihre Vorbereitungen auf diese Spiele nicht optimal verlaufen, denn eine Mandeloperation und eine Blutvergiftung hatten sie für Wochen aus dem Training geworfen, außerdem war sie mit einem Herzschaden aus dem Krankenhaus, dem Kaiser-Franz-Josefs-Spital in Wien, entlassen worden. Die Fahrt der österreichischen Equipe, mit Sonderwaggons (aber Holzbänken) nach Oostende und von dort über Dover nach London dauerte 32 Stunden.
Bauma stellte weiters zweimal einen neuen Weltrekord auf (am 29. Juni 1947 in Wien mit 48,21 m und am 12. September 1948 ebenso in Wien mit 48,63 m). Im August 1950 gewann sie mit 43,87 m bei den Europameisterschaften in Brüssel die Silbermedaille. Nach den Olympischen Spielen 1952 in Helsinki, wo sie mit 42,54 m Neunte wurde, beendete sie ihre Leichtathletikkarriere.

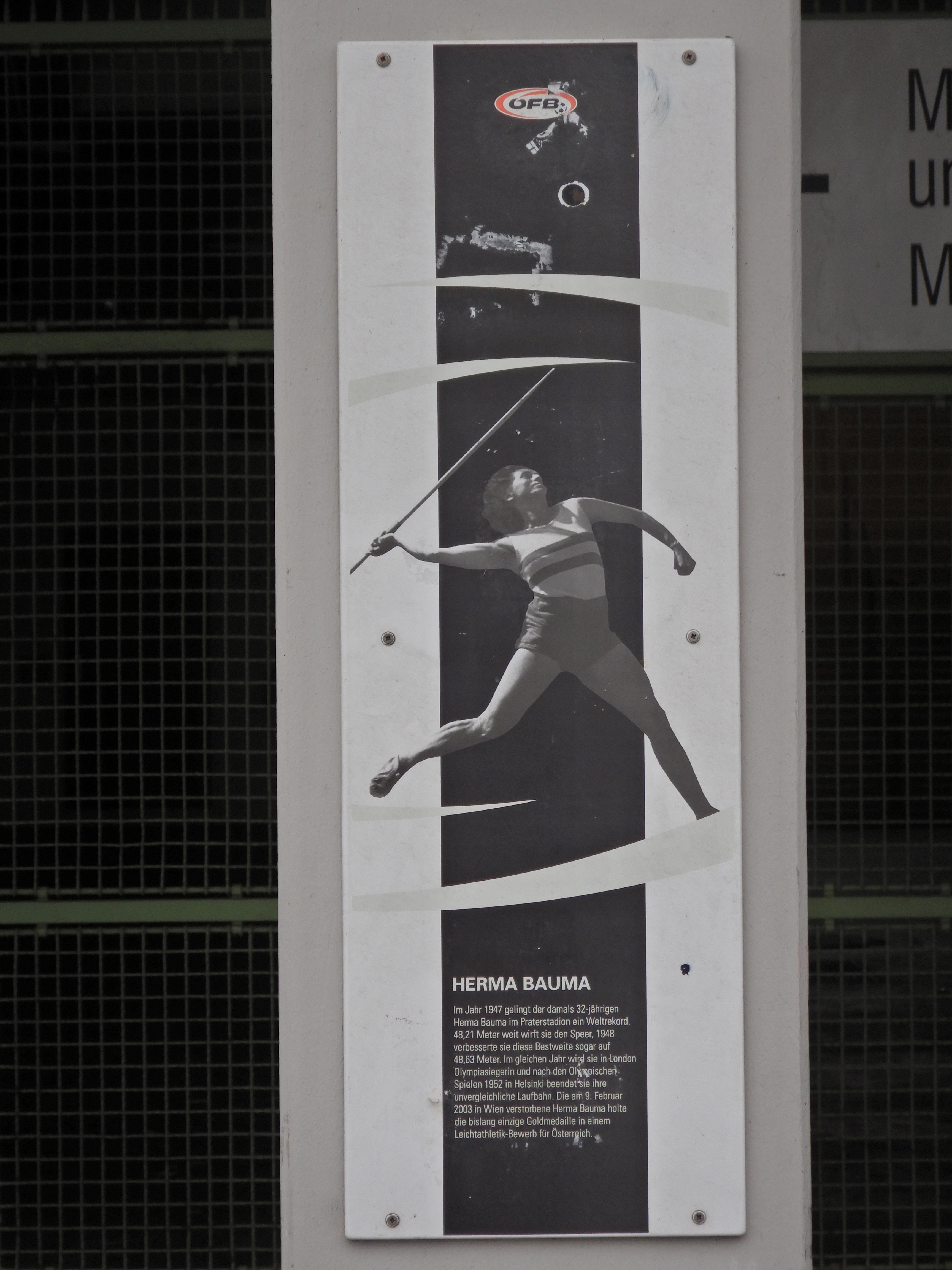
Gedenktafel für Herma Bauma im Ernst-Happel-Stadion

Von 1931 bis 1952 gewann sie 15 Österreichische Meistertitel im Speerwurf, davon drei (von 1941 bis 1943) während der Zeit des Anschlusses an das Dritte Reich. Im Juli 1942 wurde sie im Berliner Olympiastadion auch Deutsche Meisterin. 14-mal verbesserte sie den österreichischen Rekord im Speerwurf von 36,31 m (1931) bis 48,63 m (1948). Ihr letzter Rekord wurde als österreichischer Rekord erst 1959 von Erika Strasser mit 48,99 m übertroffen. 1932, 1933 und 1947 war Bauma auch Österreichische Meisterin im Fünfkampf.
Als Feldhandballspielerin gehörte sie jahrelang der österreichischen Nationalmannschaft an und holte mit ihrem Verein Danubia zahlreiche österreichische Meistertitel. Bei der Feldhandball-Weltmeisterschaft 1949 wurde sie mit dem Team Vizeweltmeisterin.
Nach ihrem Olympiasieg im Jahr 1948 wurde Bauma in den Bundesdienst übernommen. Bauma betätigte sich nun politisch auf der anderen Seite des Spektrums, indem sie sich nach 1945 für die der KPÖ nahestehende Freie Österreichische Jugend (FÖJ), engagierte. Vor ihrer Pensionierung im Jahr 1977 leitete sie das 1975 eröffnete Bundessportzentrum Südstadt bei Wien.
1996 erhielt sie das Goldene Ehrenzeichen für Verdienste um die Republik Österreich. Als die österreichischen Sportjournalisten im Jahr 1999 „Österreichs Sportler des Jahrhunderts“ bestimmten, wurde sie an die zweite Stelle hinter Annemarie Moser-Pröll gereiht.
Herma Bauma ruht in einem ehrenhalber gewidmeten Grab auf dem Südwestfriedhof (Gruppe 3, Nummer 19) in Wien.
Im Jahr 2006 wurde in Wien-Landstraße (3. Bezirk) die Herma-Bauma-Gasse nach ihr benannt.